# 영동 고당리 서당
영동 고당리 서당(永同 高塘里 書堂)은 충청북도 영동군 심천면 고당리에 있는 조선시대의 서당이다. 2004년 7월 30일 충청북도의 문화재자료 제42호로 지정되었다.

## 개요
이 건물은 정확한 축조연대는 알 수 없으나, 흥학당(興學堂) 번택명록(飜宅名錄)과 단양이씨(丹陽李氏) 춘천부사공파보(春川府使公派譜)의 기록을 토대로 하고 마을 주민의 증언에 의하면 1800년대 말에 지어진 것으로 추정된다.
전면 4칸, 측면 2칸의 팔작 기와집으로 기와 제작 수법과 기술이 뛰어나고, 툇마루 청판은 고식기법(古式技法)으로 조선시대의 치목기법(治木技法)이 나타나 있고 보존상태가 양호하다. 아울러 건축 가구법(架構法)이 축조 당시의 목조기술(木造技術)을 파악할 수 있으며 일부의 변형 즉 반자의 설치, 후면 툇마루 철거를 제외하고는 대체로 원형을 유지하고 있다.
건축사 편년상(編年上)의 중요성을 강조할 수는 없지만 건축형식이 서당성격과 같은 요소를 갖추고 있어 서당 건축 자료로서 보존 가치가 있다.
평면구성은 동측으로부터 벽장용도의 1칸의 다락방과 2칸의 온돌방, 1칸의 대청의 순으로 구성되며, 전면으로는 반 칸 정도의 폭으로 툇마루를 두고 온돌방 앞으로는 머름을 설치한 띠살창호를 달았다.
건축구조는 얕은 자연석 기단 위에 덤벙주초를 놓고 방주(方柱)를 세워 납도리집으로 구성하였다. 가구형식(架構形式)은 3량가(樑家)이며, 마루의 천장은 연등천장이고 온돌방 천장은 반자가 설치되어 있다.
건축 기술사적 가치를 제하고도 구한말 교육기관으로서 일제 강점기에 한학과 예의범절 그리고 우리의 민족정신을 일깨워주던 곳으로 그 가치 또한 높이 평가할 수 있다.
이 곳 고당3리(날근이)는 신도로(대전-영동간 국도)가 건설되기 이전에는 나룻터가 있어서 교통의 중심지였으며 단양이씨 동족(同族) 마을로 이 마을은 물론 인근 마을까지 교육을 맡아왔던 건물이다.
저명한 학자의 배출기록은 미약하나 민초(民草)들의 근대 교육을 담당하였고 흥학당 번택명록의 기록을 보면 많은 사람이 이 건물을 보존하기 위해 정성을 모았으며 이 마을 주민이 문화유산을 소중히 아끼어 건물이 유지되는 것으로 판단된다.
영동 고당리서당은 120여년 전에 지어진 건물로 해방 이전까지 한학(漢學)을 학습시키던 순수 서당으로서 규모가 크지 않지만 가구법, 건축수법, 원형의 보존 등 교육적, 역사적, 건축적 가치가 있고 서당의 희소성이 크다.

## 참고 자료
- 영동 고당리 서당 - 국가유산청 국가유산포털